# Radiotelevisão Caboverdiana

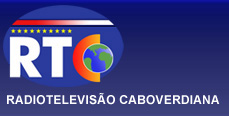
Aktuelles RTC-Logo

Radiotelevisão Caboverdiana kurz RTC (dt. Kapverdianischer Rundfunk) ist die offizielle staatliche Rundfunk- und Fernsehanstalt und das größte Medienunternehmen auf den Kapverden. Die RTC ist eine Öffentliche Gesellschaft und wurde am 1. August 1997 in Praia, aus der Fusion der eingestellten RNCV (Rádio Nacional de Cabo Verde) und des TNCV (Televisão Nacional de Cabo Verde) in der Hauptstadt der Inselgruppe, gegründet.
Unter seiner Verwaltung steht das Televisao de Cabo Verde (TCV), das Rádio Cabo Verde (RCV)  und das Rádio Cabo Verde Jovem (RCV+), der Jugendsender des Landes. Vorsitzender des Verwaltungsrates ist Horácio Moreira Semedo. RTC hat seinen Hauptsitz in Praia, Büros in São Vicente, Sal, São Filipe und Santa Catarina (Kap Verde). Das Unternehmen hat Korrespondenten in 22 Städten des Landes und ist der größte Arbeitgeber bei den Medien im Land.

## Programm und Kooperationen
TVC sendet ein Programm ab Mittag bis um Mitternacht, RCV strahlt ein 24-stündiges Vollprogramm aus, während RCV+ von 7 Uhr morgens bis ca. 22 Uhr ein Programm für die Jugend ausstrahlt. Die RTC hat vielseitige Kooperationsabkommen mit anderen Fernsehanstalten in aller Welt abgeschlossen, vorwiegend jedoch mit Ländern portugiesischer Sprache. Das sind im Wesentlichen:
- Kooperation und Zusammenarbeit mit den portugiesischen Fernsehsendern RTP (2001) und TVI (2007);
- Zusammenarbeit mit dem öffentlich-rechtlichen Fernsehen von Angola TPA (2002);
- Kooperationsabkommen mit der kubanischen Fernsehen Cubavisión (2003);
- Zusammenarbeit mit Rádio Moçambique (2005);
- Memorandum of Understanding mit dem französischen TV5 (2006);
- Partnerschaft mit dem französischen Canal France International (2006).